# Diospyros panamensis
Diospyros panamensis là một loài thực vật có hoa trong họ Thị. Loài này được S.Knapp mô tả khoa học đầu tiên năm 1999.